# Kisberzseny, Veszprém
Kisberzseny  este un sat în districtul Devecser, județul Veszprém, Ungaria, având o populație de 107 locuitori (2011). 

## Demografie
Componența etnică a satului Kisberzseny
     Maghiari (100%)
Componența confesională a satului Kisberzseny
     Romano-catolici (70,09%)
     Fără religie (5,61%)
     Luterani (2,8%)
     Necunoscută (21,5%)
Conform recensământului din 2011, satul Kisberzseny avea 107 locuitori. Din punct de vedere etnic, majoritatea locuitorilor (100,0%) erau maghiari.  Din punct de vedere confesional, majoritatea locuitorilor (70,09%) erau romano-catolici, existând și minorități de persoane fără religie (5,61%) și luterani (2,8%). Pentru 21,5% din locuitori nu este cunoscută apartenența confesională.